# Virgilio Barco Isakson
Virgilio Barco Isakson (Bogotá, 1965) é um ativista gay colombiano, e presidente da Acumen, uma organização global, e fundo de investimento que visa o combate à pobreza.  Anteriormente, Virgilio foi o diretor executivo da Invest in Colombia, uma parceria público-privada que visava a busca por empreendimentos na Região Metropolitana de Bogotá. Além disso, ele já integrou o Ministério das Finanças da Colômbia, e era consultor de desenvolvimento econômico local para o Departamento de Planejamento de Bogotá.  No Brasil, já trabalhou como consultor de gestão para a Booz Allen Hamilton, e analista financeiro na Citibank.  Virgilio se formou em ciências políticas na Universidade de Harvard, em administração pelo MIT, e em economia pela Universidade de Nova York.
Ele é apontado como um dos maiores nomes do ativismo LGBT na América Latina, e exerce grande influência no movimento gay colombiano.  
Virgilio é filho do ex-presidente colombiano Virgilio Barco Vargas e irmão da diplomata Carolina Barco.